# 穆哈雷姆·殷斯
穆哈雷姆·殷斯（土耳其語：Muharrem İnce，發音：[inˈdʒe]；1964年5月4日—）是土耳其政治人物，他出生於土耳其亞洛瓦省，畢業於巴勒克埃西爾大學，從政前曾擔任物理教師、校長、足球俱樂部Yalovaspor的新聞主管與當地阿塔圖克思想協會分會的會長。
殷斯於2002年起涉足政壇，當選土耳其大國民議會議員，他常發表演講批評執政的正義與發展黨與雷傑普·塔伊普·艾爾多安。他代表共和人民黨於2002年至2021四度當選亞洛瓦選區國會議員，並於2014年與2018年兩度競選共和人民黨主席，但皆敗於凱末爾·奎里達歐魯。
2018年，殷斯獲共和人民黨提名參選總統，最終獲約30%選票，不敵爭取連任的艾爾多安。2021年他創立新政黨國土黨，並退出共和人民黨。2023年殷斯再度參選總統，但於投票前3天宣布退選。